# Мораль

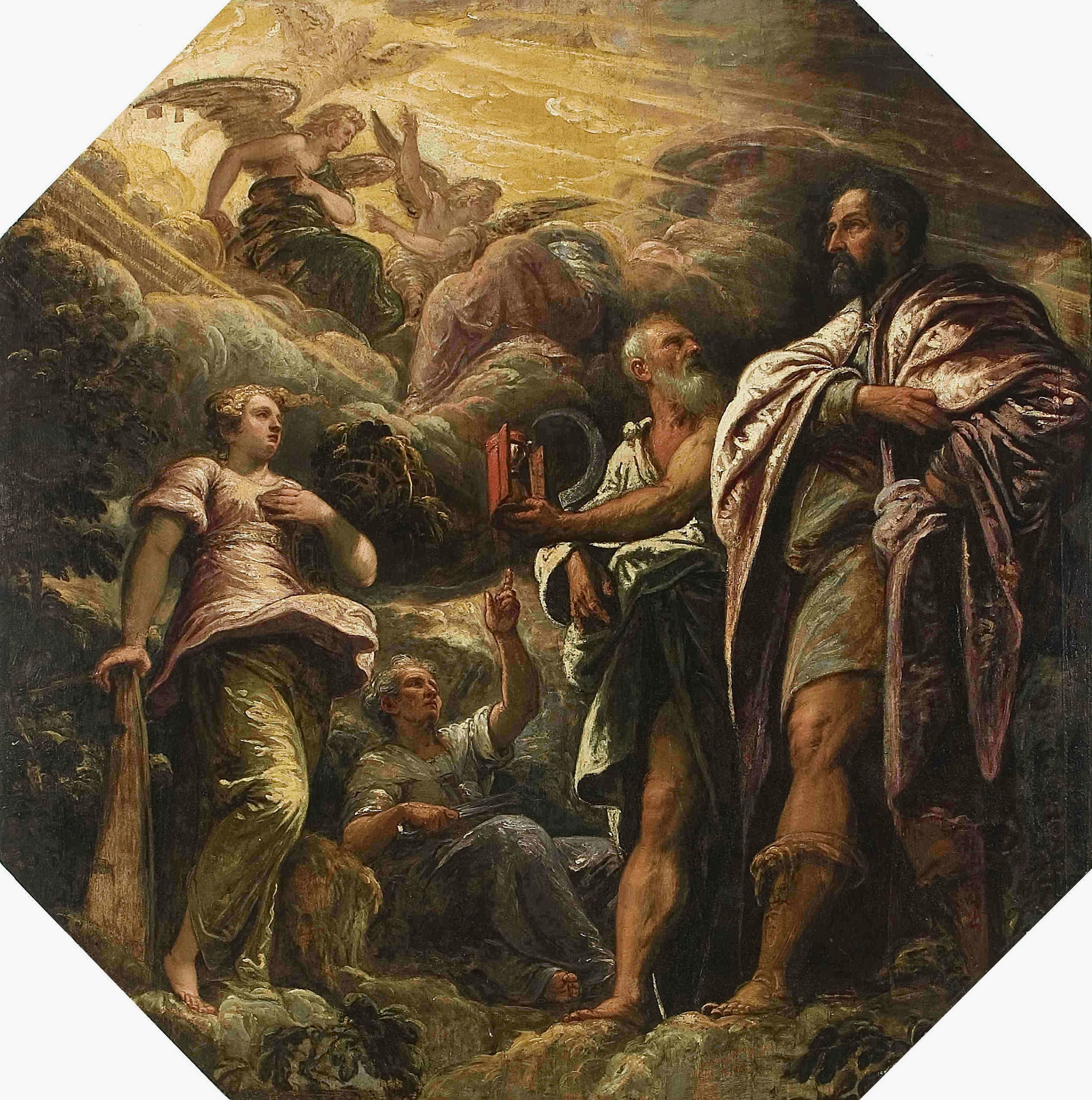
Аллегория с портретом венецианского сенатора (Аллегория морали и земного), Тинторетто, 1585 год.

Мора́ль (лат. moralitas, термин введён Цицероном от лат. mores «общепринятые традиции») — принятые в конкретном обществе и в конкретный отрезок времени представления о хорошем и плохом, правильном и неправильном, добре и зле, а также совокупность норм поведения, вытекающих из этих представлений.
Иногда термин употребляется по отношению не ко всему обществу, а к его части, например: христианская мораль, буржуазная мораль и так далее. В тех языках, где, как, например, в русском, помимо слова мораль, употребляется слово нравственность (в немецком — Moralität и Sittlichkeit), эти два слова чаще выступают в роли синонимов или каким-то образом концептуализируются для обозначения отдельных сторон (уровней) морали, причём концептуализации такого рода носят по преимуществу авторский характер. Мораль, принятая и преобладающая в том или ином обществе, называется общественная мораль. Мораль изучает отдельная философская дисциплина — этика.

## Философия

### Мораль и этика
Этика (также известная как философия морали) — ветвь философии, изучающая вопросы морали. Слово «этика» «обычно используется как синоним слову „мораль“ и иногда в более узком смысле — для обозначения моральных принципов и традиций определённых групп или отдельных людей». Похожим образом, некоторые этические теории, особенно деонтология, различают «этику» и «мораль»: «хотя человеческие мораль и этика сводятся в конечном счёте к одному и тому же, существует традиция, в которой „мораль“ используется для систем типа кантовской, основанных на понятии долга, обязательств и принципов поведения, в то время как для слова „этика“ приберегается подход, подобный аристотелевским практическим рассуждениям , основанным на понятии добродетели, в принципе избегающим отделения «моральных» соображений от прочих практических соображений». Мораль и этика часто используются как синонимы, однако мораль в большей степени обозначает взгляды, основанные на практике или обучении тому, как человеку вести себя в личных отношениях или в обществе, в то время как этика в большей мере относится к системе принципов, или к философии и их теоретическому обоснованию.

### Дескриптивная и нормативная мораль
- В дескриптивном смысле «мораль» обозначает личные или общественные ценности, кодекс поведения или общественные нравы. Она не даёт объективных суждений о хорошем и плохом, но только описывает то, что считается хорошим или плохим. Дескриптивная этика[англ.] — ветвь философии, которая изучает мораль с этой точки зрения.
- В нормативном смысле «мораль» претендует на описание того, что действительно хорошо или плохо (если такое существует), что может быть ценным независимо от ценностей или нравов каких-то конкретных людей или культур. Ветвь философии, относящаяся к морали с этих позиций, называется нормативной этикой.

### Реализм и антиреализм
Философские теории о природе и происхождении морали (называемые теориями метаэтики) в целом делятся на два класса:
- Моральный реализм — класс теорий, считающих, что существуют конкретные утверждения, описывающие объективные факты, касающиеся морали. Например, хотя в этих теориях признаётся, что силы социального конформизма существенно влияют на принимаемые человеком «моральные» решения, в них тем не менее отрицается, что эти культурные нормы и обычаи определяют морально оправданное поведение. Это считается точкой зрения этического натурализма, хотя не все моральные реалисты её разделяют.[7]
- Моральный антиреализм, с другой стороны, считает, что утверждения относительно морали либо ложны (теория ошибок), либо не пытаются отражать реальные факты, ограничиваясь субъективными оценками (этический субъективизм) и описанием чувств и пожеланий (некогнитивизм).

Некоторые формы этического субъективизма, формально представляющие собой течения антиреализма, тем не менее считаются реализмом с точки зрения морального универсализма. Например, универсальный прескриптивизм есть универсалистская форма некогнитивизма, которая считает, что мораль выводится из диктуемых обстоятельствами требований поведения, а теория божественного вмешательства и теория идеального наблюдателя — универсалистские формы этического субъективизма, утверждающие, что мораль выводится из божественных законов и гипотетических законов идеального рационального поведения соответственно.

### Моральный релятивизм
Один из первых известных нам философов, задававшихся вопросами морали — основатель античной школы скептицизма древнегреческий философ Пиррон.
Пиррон сформулировал принцип морального релятивизма — представлении о том, что нет никаких рациональных причин предпочитать одни моральные принципы другим, мораль зависит от общества. Аморальные поступки одних вполне укладываются в моральные нормы для других мест или другого времени. Согласно моральному релятивизму, добро и зло — относительные понятия.
Ф. Ницше также придерживался морального релятивизма, например, он отметил, что мораль различна у рабовладельца и раба.
Ницше также заявил, что власть имущие навязывают свои моральные ценности и принципы всему обществу, которое подчиняется и в итоге оценивает поступки с позиции «морали господ».
В середине XX века в философии появилась теория моральных ошибок, которая гласит, что нет добра и зла, нет правильного и неправильного, и человеческие представления о добре и зле выдуманы людьми для того, чтобы было проще жить в обществе. Основателем философии моральных ошибок считается австралийский философ Джон Мэки, который изложил основы этой теории в книге «Этика: изобретение правильного и неправильного» (англ. Ethics: Inventing Right and Wrong), опубликованной в 1977 году.
Основа теории моральных ошибок, на которую указал Мэки, заключается в том, что никаких объективных ценностей не существует, и философам приходится изобретать понятие о добре.
Некоторые современные философы считают, что в будущем человечество будет жить без законов морали.

## Антропология

### Племенная и территориальная
Селия Грин (Celia Green) различает племенную и территориальную мораль. Последняя определяется как преимущественно негативная и запретительная: она отделяет территорию человека, включая его собственность и тех, кто от него зависит, с установкой, что эта территория не должна нарушаться или отторгаться. В то же время территориальная мораль разрешительна, поскольку позволяет человеку делать все на своей территории, если он не нарушает территорию других. По контрасту, племенная мораль инструктивна, поскольку накладывает коллективные нормы на отдельного человека. Эти нормы в значительной мере произвольны, зависят от культуры и ‘гибки’, в то время как территориальная мораль нацелена на правила, считающиеся универсальными и абсолютными, такие как кантовский «Категорический императив» и ранжированный абсолютизм Нормана Гейслера. Грин связывает развитие территориальной морали с появлением понятия частной собственности и оформлением разницы в общественном статусе.

### Внутри группы и вне её
Некоторые исследователи отмечают, что иногда применяются различные правила морали к людям в зависимости от их принадлежности к «своей» или «чужой» группе (человек определяет группу как «свою», если он психологически себя к ней относит в культурном, этническом или каком-то другом смысле). Некоторые биологи, антропологи и эволюционные психологи считают, что эта дискриминация по признаку «свой-чужой» появилась из-за того, что она повышает шансы группы на выживание. Эта точка зрения получила подтверждение в некоторых простых компьютерных моделях эволюции. В этих моделях такая дискриминация имеет иногда следствием неожиданно тесное сотрудничество с представителями своей группы, а также иррациональную враждебность по отношению к представителям чужой группы. Г. Р. Джонсон (Gary R. Johnson) и В. С. Фалгер (V. S. Falger) утверждают, что национализм и патриотизм являются формами этого разграничения на своих и чужих. Джонатан Хайдт заметил, что экспериментальное наблюдение над внутригрупповым критерием укрепляет моральные оценки консерваторов, и в гораздо меньшей степени либералов.
В светских обществах выбор жизненного пути, представляющий понимание человека о правильной жизни, часто является предметом обсуждения в терминах морали. Случается, что определённый выбор стиля жизни и принятые правила поведения в определённом узком сообществе кажутся человеку более справедливыми, чем моральные нормы общества в целом.

### Сравнение культур
Кристофер Петерсон (англ. Christopher Peterson) и Мартин Селигман (Martin Seligman) применяют антропологический взгляд на культуры в зависимости от территории и времени. Они приходят к выводу, что некоторые ценности превалируют во всех культурах, среди тех, которые они изучали. Главными такими ценностями они называют мудрость/знание; храбрость; человечность; справедливость; сдержанность и широту взглядов. Каждая из них в свою очередь делится на другие части, например человечность включает любовь, доброту и ум.
Фонс Тромпенаарс (англ. Fons Trompenaars), специалист по кросс-культурному менеджменту, в своей книге «Пешеход умер?» (Did the Pedestrian Die?: Insights from the World's Greatest Culture Guru) ставил социальные эксперименты над представителями различных культур с различными моральными дилеммами. Одна из них — должен ли пассажир машины лгать, чтобы выгородить друга-водителя в случае, если тот сбил пешехода. Тромпенаарс обнаружил, что различные культуры дают совершенно различные ответы (от «нет» до «почти разумеется»), а в некоторых культурах ответ зависит от того, умер ли пешеход.
Джон Ньютон (англ. John Newton), автор книги англ. Complete Conduct Principles for the 21st Century, сравнивает восточную и западную культуры с точки зрения морали. Цель своей книги он определяет так: «…гармонично смешать лучшее в культурах Востока и Запада, чтобы получить новые и лучшие принципы для человеческого общества в новом веке, популяризировать этические теории Китая в Западном мире. Автор надеется, что это поможет решить проблемы человеческого общества в XXI веке, включая те, что каждая культура по отдельности решить не в состоянии».
В исследовании, опубликованном в 2019 году в журнале «Current Anthropology», социальные антропологи из Оксфордского университета сравнили мораль 60 обществ по всему миру и пришли к выводу о существовании семи универсальных моральных правил, которые представляют мораль, прежде всего, как кооперацию: помогай родственникам, помогай своей группе, отвечай взаимностью, будь храбрым, подчиняйся вышестоящим, делись ресурсами, уважай чужую собственность. Авторы утверждают, что провели самое крупное кросскультурное исследование морали из всех, которые когда-либо проводились.

## Эволюция
См. также: Альтруизм § Эволюционные объяснения, Эволюция морали (англ. Evolution of morality), Эволюционная этика (англ. Evolutionary ethics)
Развитие теорий морали — процесс, тесно связанный с социальной эволюцией различных народов человечества. Некоторые эволюционные биологи, в частности, социобиологи считают, что мораль есть продукт эволюционных сил, действующих как на индивидуальном уровне, так и на групповом, через групповой отбор (хотя в какой мере это действительно важно в этом процессе — остаётся предметом споров в эволюционной теории). Некоторые социобиологи оспаривают тезис, что линии поведения, предписываемые моралью, сильно изменились, поскольку они обеспечивают возможное выживание и/или выгоду при воспроизводстве (то есть повышают успех в эволюции). В соответствии с этими линиями поведения, люди развивали «про-социальную» составляющую своих эмоций, как например чувства эмпатии и вины. Наоборот, другие биологи доказывают, что люди развивали именно мораль и альтруистические инстинкты.
При таком понимании мораль представляет собой систему самосохраняющихся и идеологически установленных линий поведения, поощряющую человеческое сотрудничество. Биологи считают, что все социальные животные, от муравьёв до слонов, меняют свои линии поведения в сторону сдерживания эгоизма для повышения приспособленности к требованиям эволюции. Человеческая мораль, хотя и более сложная и изощрённая по сравнению с другими животными, все же является вполне естественным явлением, выработанным эволюцией для обуздания неумеренного индивидуализма, способного разрушить единство в группе, снизив тем самым шансы на успех. С этой точки зрения моральные кодексы были основаны на эмоциональных инстинктах и интуиции, сформированных селекционным отбором в прошлом, и отражают опыт выживания и репродукции (совокупная приспособленность). Примеры:
• родительская любовь — результат эволюции, поскольку она повышает шансы потомства на выживание;
• распространено мнение, что половое запечатление (Westermarck Effect), когда проживание рядом с близкими в течение первых лет жизни снижает их сексуальную привлекательность, имеет следствием табу на инцест, его приверженцы считают, что эволюционно это оправдывается тем, что снижает вероятность генетических уродств (инбридинг).
Этнографы, этологи и специалисты по антропосоциогенезу доказали, что моральный запрет на браки между родственниками, в том числе на инцест и на секс между друзьями, имеет основой предотвращение внутриобщинных конфликтов в период становления древнейших человеческих обществ.
Эволюционные биологи считают феномен взаимной полезности в природе одним из естественных путей понимания человеческой морали. Это типичный механизм в биологии, позволяющий обеспечить животным надёжные поставки необходимых ресурсов, особенно там, где количество и качество пищи колеблется непредсказуемо. Например, в обществах летучих мышей-вампиров те особи, которые в данную ночь не смогли найти пищу, получают помощь от тех, кто удачно поохотился: летучие мыши, получившие избыточное количество крови, срыгивают им часть пищи, чтобы спасти сородичей от голода. Поскольку эти животные живут в тесно-родственных группах в течение многих лет, каждая особь может рассчитывать на ответную услугу в следующую ночь, когда, возможно, придётся голодать (Уилкинсон, 1984).
Марк Беков (Marc Bekoff) и Джессика Пирс (Jessica Pierce) (2009) считают, что мораль представляет собой набор поведенческих способностей, присущих всем млекопитающим, живущим в сложных социальных группах (в частности, волкам, койотам, слонам, дельфинам, крысам, шимпанзе). Они определяют мораль как «набор взаимосвязанных линий поведения, поддерживающих и регулирующих сложные отношения внутри социальной группы.» Этот набор включает эмпатию, взаимность, альтруизм, сотрудничество, и на определённом уровне честность. В своей работе они убедительно показывают, что шимпанзе проявляют эмпатию друг к другу в самых различных ситуациях. В то же время эти животные способны на обман и даже на сложное поведение на уровне 'политики' внутри сообщества — прототипы современной практики сплетен и саморекламы.
Схожим образом рассматривает биологическое происхождение морали известный современный приматолог и этолог Франс де Вааль. По его мнению, элементы морали присутствуют у высших млекопитающих (шимпанзе, бонобо, слонов, дельфинов и других), а в основе морали лежит способность к эмпатии. Де Вааль обнаруживает у животных помимо сотрудничества и сочувствия даже зачатки чувства справедливости, которое обычно приписывается только человеку.
Кристофер Бём (Christopher Boehm, 1982) предположил, что возрастающая по мере развития эволюции сложность моральных установок в среде гоминид объясняется возрастающей необходимостью избегать споры и конфликты при передвижении по открытой саванне, а также развитием каменного оружия. По другим теориям, возрастающая сложность была просто связана с возрастающим размером групп и размером человеческого мозга, и, как следствие, с развитием способностей мозга. Ричард Докинз в книге Бог как иллюзия предлагает точку зрения, что мораль является результатом нашей биологической эволюционной истории, и что моральный дух времени позволяет объяснить как мораль эволюционирует из биологических предпосылок, становясь со временем частью культуры.
Согласно списку избирателей Британии, наибольший интерес к морали молодые люди проявляют, обсуждая вопросы семьи.

## Неврология
Области мозга, постоянно используемые, когда человек занят вопросами морали, были исследованы качественными методами мета-анализа изменений мозговой активности и результаты этих исследований отражены в мировой литературе по неврологии. Нейронная сеть, задействованная при принятии моральных решений, частично накладывается на сеть, относящуюся к представлениям о чужих намерениях, и на сеть, связанную с представлением об эмоциональном состоянии других людей (то есть с сопереживанием, эмпатией). Это подтверждает точку зрения, что моральные оценки связаны с видением вещей чужими глазами и со способностью воспринять чужие чувства. Эти результаты в свою очередь доказывают, что нейронная сеть, задействованная при принятии моральных решений, является по-видимому, общей областью мозга (то есть не существует таких областей как «моральный модуль» в человеческом мозге) и может быть отделена в когнитивную и аффективную подсистемы.

### Области мозга
Явные суждения о морально оправданных или неоправданных решениях происходят при активации вентромедиальной префронтальной коры головного мозга (VMPC), в то время как интуитивные реакции на ситуации связанные с моральными ценностями, активируют височно-теменную область. Действие на VMPC транскраниальнаой магнитной стимуляцией, как было показано, тормозит способность человека следовать цели при принятии моральных суждений. Похожим образом, люди с повреждённой корой VMPC выносят суждения, руководствуясь чисто соображениями выгоды, и неспособны принимать во внимание цели данного действия.

### Зеркальные нейроны
Зеркальные нейроны — это нейроны в головном мозге, которые реагируют на действия, совершаемые другим человеком на глазах у наблюдателя. Они возбуждаются в голове наблюдателя при имитации действий наблюдаемого человека, заставляя у наблюдателя сокращаться те же мускулы, что и у человека, непосредственно совершающего действие. Исследование зеркальных нейронов после их открытия в 1996 году, показывает, что они могут играть роль не только в понимании, но также и в сопереживании (эмпатия). Когнитивный невролог Жан Десети (англ. Jean Decety) считает, что способность узнавать и опосредованно принимать опыт другого человека была ключевым шагом в эволюции социального поведения, и в конечном итоге морали. Неспособность чувствовать эмпатию — одна из явных характеристик психопатии, и это также подтверждает мнение Десети.

## Психология
См. также: Стадии Кольберга морального развития, Жан Пиаже

Модель Лоренца Кольберга морального развития

В современной моральной психологии считается, что мораль меняется по мере развития личности. Ряд психологов предложили теории развития морали, согласно которым мораль проходит определённые стадии. Лоренц Кольберг, Жан Пиаже и Элиот Тюриель (англ. Elliot Turiel) разработали когнитивные подходы в теории развития морали; для этих психологов мораль при своём развитии проходит серию конструктивных стадий или областей. Социальные психологи такие как Мартин Хоффман и Джонатан Хайдт разрабатывают биологический подход в социальном и эмоциональном развитии морали. Теоретики моральной идентичности, такие как Уильям Деймон (англ. William Damon) и Мордехай Нисан (англ. Mordechai Nisan), видят моральный долг возникающим из развития самоидентификации, определяемой моральными целями: эта моральная самоидентификация приводит к осознанию ответственности при преследовании этих целей. Исторический интерес для психологии представляет мнение психоаналитиков таких, как Зигмунд Фрейд, который считал, что моральное развитие представляет собой результат стремления супер-эго выйти из состояния вины-стыда.
Хоть тема исследований морали по своему характеру является скорее социально-философской и социологической, все же центрально она развивалась именно в парадигме психологии. Так или иначе, в настоящий момент пропавшая на многие годы социологическая перспектива имеет тенденцию к возрождению в рамках «новой социологии морали», где немаловажную роль играют психологи, социологи культуры (такие как Эндрю Сейер, Мишель Ламон и др.), социологи морали и социальные психологи (такие как Джонатан Хайдт). В рамках российского академического пространства существует тенденция изучения морали преимущественно в контексте междисциплинарных и международных исследований, где на момент 2023 года наиболее заметной оказалась исследовательская группа «Моральные эмоции в социальных науках».

## Мораль и политика
Если мораль отвечает на вопрос «как следует жить» на индивидуальном уровне, то политику можно считать сферой деятельности, где этот вопрос рассматривается на уровне жизни общества (и в этой области возникают дополнительные проблемы и вызовы). Неудивительно поэтому, что связь между моралью и политикой давно обсуждается. Джонатан Хайдт и Джесс Грэм изучали разницу между либералами и консерваторами в этой связи. Хайдт обнаружил, что американцы, считающие себя либералами, как правило оценивают заботу и справедливость выше преданности, уважения и чистоты. Те, кто определяет себя как консерваторы, ставят справедливость ниже. Обе группы дают высшую оценку заботе, однако консерваторы ниже всего ставят справедливость, а либералы чистоту. Хайдт предположил, что эти разногласия в США уходят корнями в геоисторические факторы, когда консерватизм сильнее всего был представлен в плотно связанных этнически однородных сообществах, в противоположность портовым городам, где культурное смешение было более сильным, что требовало больше либерализма.
Групповая мораль развивается из общих идей и взглядов и часто кодифицируется для регулировки поведения внутри культурного сообщества. Различные действия определяются ею, как моральные или аморальные. Члены общества, демонстрирующие моральные действия, приобретают репутацию «морально стойких», а склонные к аморальному поведению могут получить ярлык социального дегенерата. Выживание группы может зависеть от следования нормам морали; с другой стороны, смерть сообщества иногда объясняется неспособностью адаптировать моральные нормы к новым вызовам (позитивным примером подобного рода считается действие цистерцианских реформ на обновление монашества, а негативным — роль Императрицы Цыси в подчинении Китая европейским интересам). В националистических движениях имеется тенденция считать, что нация не может выжить или преуспевать без приверженности единой, общей морали, независимо от того, что эта мораль из себя представляет.
Политическая мораль связана также с действием национальных правительств на международной арене и с той поддержкой, которую они чувствуют от своего собственного населения.

## Мораль и религия

### Точки зрения
Поскольку в течение всей человеческой истории религии не только предлагали представление об идеальной жизни, но и устанавливали правила следования ей, мораль часто смешивают с религиозными правилами.
В широком спектре моральных традиций, религиозная мораль сосуществует с современными формами светской морали, такими как консеквенциализм, свободомыслие, гуманизм, утилитаризм и другими. Имеется много типов религиозной морали. Современные монотеистические религии, такие как ислам, иудаизм, христианство, а также в определённой степени другие, как сикхизм и зороастризм, определяют хорошее и плохое законами и правилами, формулируемыми их священными книгами и толкуемыми религиозными лидерами в рамках веры. Политеистические религиозные традиции имеют тенденцию к меньшему абсолютизму. Например, в буддизме намерения человека и внешние обстоятельства учитываются при оценке моральности поступка. Другие различия между религиозными традициями морали рассматривались Барбарой Миллер (англ. Barbara Stoler Miller), которая отмечала, что в индуизме «на практике хорошее и плохое определяются в соответствии с общественным положением, родством, и возрастом. Для современного человека на Западе, взращённого на идеалах универсализма и эгалитаризма, эта относительность ценностей и обязательств — наиболее трудный для восприятия аспект индуизма».
Религии предлагают различные пути решения моральных дилемм. Например, в индуизме нет абсолютного запрета на убийство, там признаётся, что «при определённых обстоятельствах этого невозможно избежать и это становится действительно необходимо». В монотеистических традициях определённые действия рассматриваются как однозначно неприемлемые, как например аборт или развод.[a] Религия не всегда положительно ассоциируется с моралью. Философ Давид Юм отмечал, что «величайшие преступления считались совместимыми с богобоязненным благочестием; поэтому считается небезопасным делать какие-либо выводы о морали человека из его рвения или строгости его религиозных обрядов, даже если он сам искренне в них верит».
Религиозная мораль может отличаться от моральных позиций, доминирующих в определённую эпоху в обществе, в частности, по вопросам убийства, массовых зверств и рабства. Например, Саймон Блэкберн отмечает, что «сторонники индуизма оправдывают его роль в поддержании кастовой системы, а сторонники ислама оправдывают его жёсткий уголовный кодекс или его отношение к женщинам и к иноверцам». В отношении христианства он отмечает, что «в Библии можно найти оправдание жестокости к детям, к умственно неполноценным, к животным, к среде, к разведённым, к неверующим, к людям с различными сексуальными привычками и к пожилым женщинам», и отмечает морально сомнительные места также в Новом Завете.[e] Защитники христианства, полемизируя с Блэкберном, считают, что еврейские законы в Библии демонстрируют эволюцию морали в сторону защиты слабых, наказания (вплоть до смертной казни) тех, кто негуманно относится к рабам, а отношение к самим рабам в законах постепенно смещается от взгляда на них как на собственность к признанию их людьми. Элизабет Андерсон (Elizabeth Anderson), профессор философии и феминологии Мичиганского университета, считает, что «Библия учит и хорошему, и плохому» и что она «морально непоследовательна». Гуманисты, как Пол Курц (Paul Kurtz), верят, что определённые моральные ценности перерастают рамки отдельных культур, действуют над ними, и это заметно даже без универсалистской веры в принципы, которые могут казаться сверхъестественными. Среди этих ценностей отмечаются прямота, честность, благожелательность и справедливость, и высказывается мнение, что они могут быть ресурсом для нахождения общего языка между верующими и неверующими.

### Эмпирический анализ
Специалистами проводились исследования на предмет обнаружения связи между религией и уровнем правонарушений в различных странах.[b] Обзор 2001 года на эту тему констатирует, что «имеющиеся данные о влиянии религии на правонарушения разнообразны, однако неоднозначны, неокончательны и к настоящему времени не дают убедительного ответа о существовании эмпирических связей между этими явлениями». Фил Цукерман (Phil Zuckerman) в книге 2008 года Общество без Бога (Society without God) отмечает, что Дания и Швеция, «по-видимому, наименее религиозные страны в мире, и вероятно, во всей мировой истории имеют самый низкий уровень преступности в мире и самый низкий уровень коррупции».[c]
Десятки исследований проводились на эту тему, начиная с XX столетия. Работа Грегори Пола 2005 года, вышедшая в Journal of Religion and Society, говорит, что «в целом, более высокий уровень религиозности и церковности коррелирует с более высоким уровнем насильственной смертности, юношеской и ранней взрослой смертности, половых инфекций, подростковой беременности, абортов в зажиточных демократиях», и «Во всех светских демократиях за столетия наблюдается падение уровня убийств до исторического минимума», за исключением США (с высоким уровнем религиозности) и «набожной» Португалии.[d] Гэри Йенсен (Gary Jensen) продолжает исследования Пола. Он делает вывод, что между религиозностью и уровнем преступности имеются «сложные отношения… с некоторыми сторонами религиозности, поощряющими убийства, и некоторыми другими, препятствующими им». 26 апреля 2012 года в журнале Social Psychological and Personality Science были опубликованы результаты исследования просоциального поведения, в котором нерелигиозные люди получили более высокий рейтинг в склонности к спонтанным проявлениям щедрости, таким как готовность дать в долг или уступить место в транспорте. Религиозные люди получили также более низкое место в оценке способности к участию, например благотворительности, при раздаче еды бездомным и неверующим.

## Моральные кодексы
Кодифицированная мораль отличается от обычая (другого способа определять желательную линию поведения в обществе) тем, что выводит свои нормы (в прошлом) напрямую из естественных прав или универсальных принципов. В религиозных сообществах считается, что пророк получает эти принципы через откровение, причём иногда эти принципы бывают весьма детализированы. В компактном виде такие принципы составляют моральный кодекс (другое название: этический кодекс) — систему правил, определяющих достойное поведение в соответствии с принятой системой ценностей.
Моральные (этические) кодексы могут быть религиозными, мировоззренческими, профессиональными, корпоративными, спортивными и другими.
Примерами религиозных моральных кодексов считаются:
- Золотое правило нравственности («этика взаимности»);[59]
- Десять заповедей иудаизма, христианства и ислама;
- Семь законов потомков Ноя и 613 заповедей в иудаизме;
- Пять священных заповедей и Восьмеричный Путь буддизма;
- Яма и нияма в индуизме;
- Десять правил даосизма;
- Древнеегипетский кодекс Маат.

Примеры профессиональных кодексов — Бусидо, Клятва Гиппократа, Кредо журналиста.
Описывая в сжатом виде основные взгляды представляемых ими моральных систем, моральные кодексы легко поддаются сравнению, результаты которого могут рассматриваться как аргумент в пользу метаэтической позиции морального универсализма, согласно которой возможна этическая система, эффективно регулирующая поведение членов любого сообщества, независимо от культуры, расы, пола, религии, национальности, сексуальной ориентации, или каких-либо других отличительных черт.
В подтверждение этому приводится наблюдение, что существует общее ядро у всех известных моральных кодексов, доказавших свою жизнеспособность: уважение к жизни, здоровью, собственности и личному достоинству человека. Как отмечает представитель этого направления, лингвист и политический публицист Ноам Хомский:
В действительности, один из принципов, вероятно, самый простой, это принцип универсальности, именно, если что-то хорошо для меня, оно хорошо и для тебя, а если что-то для тебя плохо, то оно плохо и для меня. Любой достойный внимания моральный кодекс содержит это в той или иной форме.
Религиозные моральные кодексы могут напрямую формулироваться богооткровенными законами, как законы Моисея, или определяться комментариями к тексту откровения, как в законах ислама, и имеют тенденцию преобразовываться со временем в кодексы законов, систематизирующие юридическую практику, однако разница между теми и другими сохраняется. Несмотря на эти отличия, системы светских законов или судебного права, в частности, гражданского права, базирующегося на накопленных традициях, судебных решениях и законодательстве политической власти, часто апеллируют к авторитету моральных законов.
Ещё одно связанное понятие — моральный стержень человека, считающийся врождённым. В некоторых религиозных системах и взглядах (например, в гностицизме), он считается базисом эстетического и морального выбора. При таком взгляде моральные кодексы рассматриваются как принудительное явление, часть человеческой политики.

## Комментарии
a.^  Исследование по разводам в США, проведённое Barna Group, показывает, что у атеистов и агностиков процент разводов ниже, чем в среднем у групп верующих (хотя у некоторых групп верующих этот показатель ниже). Одновременно исследование показывает, что по сравнению с верующими атеисты и агностики реже вступают в брак.
b.^  Некоторые исследования отмечают положительную связь между религиозностью и моральным поведением—например обзоры, исследующие связь между верой и альтруизмом. Современные исследования по криминологии также отмечают обратную связь между религией и преступностью, Согласно метаанализу 60 исследований религиозности и преступности, «религиозность и вера оказывают сдерживающий эффект на людей с криминальными наклонностями».
c.^  Цукерман отмечает, что у скандинавов «относительно низкий уровень мелких правононарушений и ограблений», но «показатели их насильственной преступности—убийств, нападений, изнасилований—одни из самых высоких в мире» (Zuckerman 2008, pp. 5-6).
d.^  Авторы также отмечают, что "Несколько столетий назад уровень убийств в христианской Европе и американских колониях был астрономическим, " и «наименее набожные светские демократии, такие как Франция и Скандинавия были наиболее безопасными в этом отношении.» Они доказывают положительную связь между уровнем публичной религиозности и определённой дисфункциональностью общественной жизни, исследование, проведённое позже в том же журнале, обнаружило определённые методологические ошибки, скрывающиеся за выводами авторов.
e.^  Блэкберн приводит примеры, в частности, фразу из Исхода 22:18, которая, по его словам, «послужила основанием для сожжения заживо тысяч женщин в Европе и Америке»: «Ворожеи не оставляй в живых», и отмечает, что в Ветхом Завете Бог, очевидно, «не видит проблем в рабовладении», считает контроль за рождаемостью преступлением, которое следует карать смертью, и «в восторге от жестокого обращения с детьми». Другие интерпретируют эти строки иначе, говоря, в частности, что еврейские законы демонстрируют эволюцию моральных стандартов в обществе: что в действительности евреи угрожали смертной казнью тем, кто силой обращал людей в рабство, относились к рабам как к людям, а не как к собственности, и защищали их разными способами.